# بيغونا إريزتي
بيغونا إريزتي (من مواليد 22 أغسطس 1957) سياسية إسباني. وهي عضو قيادي في حزب التضامن الباسكي المرتبط بقومية الباسك والسياسات الديمقراطية الاجتماعية. في عام 2007 استقالت من منصب رئيسة الحزب.

## الحياة

### السنوات المبكرة
إريزتي حاصلة على شهادة في الجغرافيا والتاريخ المعاصر. وهي حاصلة أيضًا على درجة الماجستير في إدارة الأعمال.
عملت كمديرة في ورشة عمل مدارس تالير ريو أرغا، وهو مشروع أوروبي لتدريب الشباب على إدارة الأنهار وضفاف الأنهار، جنبًا إلى جنب مع مختلف التخصصات ذات الصلة. وهي على مستوى جامعي في التاريخ ودراسات الباسك، وأستاذة دراسات الباسك في جامعة ديوستو. كانت أيضًا مديرة اتحاد مدارس إيكاستولاس (مدارس الباسك) في نافارا.

### الحياة السياسية
بالنسبة لمؤيديها تعتبر إريزتي من المدافعين عن الحكم الذاتي لمنطقة الباسك، والذي تجمعه مع مقاربة تقدمية للقضايا الرئيسية.
خلال الدورة التشريعية 1995-1999 ومرة أخرى من 1999 حتى 2003 ترأست مجموعة حزب تضامن الباسك في برلمان نافارا. بعد انتخابات المقاطعات لعام 2003 وعلى الرغم من أن اسمها كان على رأس قائمة الحزب، انتقل هذا المنصب إلى القيادة الشبابية الحالية في مجلس نافار مايورجا راميريز.
كانت عضوًا تنفيذيًا وطنيًا في حزب التضامن الباسكي بين عامي 1995 و2007، وأصبحت رئيسة للحزب في عام 1999.